# 留级魔女 风嘉与黑之魔女
《留級魔女 風嘉與黑之魔女》是一部改編自成田觉子小說《留級魔女》的動畫，於2023年3月31日在日本上映，由千野枝長作畫，由Production I.G製作。

## 劇情簡介
描述銀之城的公主「風嘉」，是一位總是出槌的魔女，某天，風嘉將被藏在城堡地下室的「黑色手環」封印解開。因為闇之魔女的力量而飛到了異世界的風嘉，與朋友吉多斯、花梨一起，將如何擊退黑暗的力量，並幫助魔法王國度過難關？

## 登場人物

### 主要人物
風嘉（聲：井上穗乃花）
銀之城的公主，個性很匆忙且很笨拙，但看起來它有很大的潛力，似乎在她金色的頭髮背後隱藏著一個秘密……。
吉多斯（聲：田村睦心）
青之城的王子，家中排行最小，風嘉的青梅竹馬，喜歡風嘉。
花梨（聲：石見舞菜香）
綠之城的公主，風嘉的好朋友，成績在班上是第一名，喜歡吉多斯。
奇斯（聲：小野賢章）
黑之城的王子，有一位妹妹，他知道許多跟風嘉的身世有關的事，特別很在意風嘉的事,喜歡風嘉
莉佳（聲：佐倉綾音）
黑之城的公主，奇斯的妹妹，個性很傲嬌，有著紫色頭髮，綁著玫瑰丸子狀的髮型，眼睛下面有著星星符號。

### 其他角色
凱（聲：岡本信彥）
風嘉、花梨等人的同班同學。
常跟貓咪 “瑪麗安”待在一起。
在學校總是來來去去的
是個捉不住想法的男孩子。
塞西爾（聲：白砂沙帆）
風嘉的專屬女僕，很支持風嘉。
卡蓮（聲：花守由美里）
綠之城的女王，同時也是花梨的媽媽，有著翡翠般美麗的瞳孔，個性很悠哉也很體貼他人。

## 制作人員
- 原作：成田覺子
- 導演：濱名孝行
- 編劇：吉村清子
- 角色原案：千野枝长
- 動畫角色設計・總作畫監督：杉田真琉美
- 美術設定：伊井蔵
- 道具設定：高橋靖子
- 色彩設計：大塚眞純
- 美術監督：青井考、岡本好司
- 3D：高賀茂寛人
- 攝影監督：柚木脇達己
- 剪輯：植松淳一
- 音響監督：小泉紀介
- 音樂：成田旬、山崎泰之
- 發行：波麗佳音
- 動畫製作：Production I.G
- 製作：動畫“留級魔女”製作委員會